# ابراهیم حداد
ابراهیم حداد (عربی: ابراهيم حداد؛ زاده ۱۹۳۸) یک فیزیک‌دان و سیاست‌مدار مسیحی اهل سوریه است. وی فارغ‌التحصیل دانشگاه ردینگ می‌باشد.